# TV24 (Georgia)
TV24 è un canale televisivo georgiano, attivo come emittente radiotelevisiva dal 2014.
Il canale è in fase di riorganizzazione dal 30 gennaio 2024 e riprenderà le trasmissioni con un formato rinnovato.  .
A seguito della riorganizzazione del canale, l’ex giornalista Nana Lezhava è stata nominata direttrice della compagnia radiotelevisiva TV24.